# South Staffordshire
South Staffordshire es un distrito no metropolitano del condado de Staffordshire (Inglaterra). Fue constituido el 1 de abril de 1974 bajo la Ley de Gobierno Local de 1972 como una fusión de los distritos rurales de Cannock y Seisdon.

## Geografía
Según la Oficina Nacional de Estadística británica, South Staffordshire tiene una superficie de 407,32 km².

## Demografía
Según el censo de 2001, South Staffordshire tenía 105 896 habitantes (49,32% varones, 50,68% mujeres) y una densidad de población de 259,98 hab/km². El 19,21% eran menores de 16 años, el 73,97% tenían entre 16 y 74, y el 6,83% eran mayores de 74. La media de edad era de 40,21 años. 
Según su grupo étnico, el 98,04% de los habitantes eran blancos, el 0,59% mestizos, el 0,9% asiáticos, el 0,3% negros, el 0,11% chinos, y el 0,05% de cualquier otro. La mayor parte (97,78%) eran originarios del Reino Unido. El resto de países europeos englobaban al 1,09% de la población, mientras que el 0,24% había nacido en África, el 0,57% en Asia, el 0,2% en América del Norte, el 0,02% en América del Sur, el 0,08% en Oceanía, y el 0,01% en cualquier otro lugar. El cristianismo era profesado por el 83,53%, el budismo por el 0,1%, el hinduismo por el 0,24%, el judaísmo por el 0,03%, el islam por el 0,16%, el sijismo por el 0,47%, y cualquier otra religión por el 0,14%. El 9,24% no eran religiosos y el 6,09% no marcaron ninguna opción en el censo.
El 37,75% de los habitantes estaban solteros, el 48,91% casados, el 1,43% separados, el 5,46% divorciados y el 6,45% viudos. Había 41 973 hogares con residentes, de los cuales el 22,64% estaban habitados por una sola persona, el 7,82% por padres solteros con o sin hijos dependientes, el 68,6% por parejas (60,69% casadas, 7,92% sin casar) con o sin hijos dependientes, y el 0,94% por múltiples personas. Además, había 839 hogares sin ocupar y 57 eran alojamientos vacacionales o segundas residencias.	